# Edmond O’Brien
Edmond O'Brien (ur. 10 września 1915 w Nowym Jorku, zm. 9 maja 1985 w Inglewood) – amerykański aktor, laureat Oscara za rolę drugoplanową w filmie Bosonoga contessa.

## Filmografia
- 1939: Dzwonnik z Notre Dame jako Pierre Gringoire
- 1946: Zabójcy jako Jim Riordan
- 1949: Biały żar jako Vic Pardo
- 1949: Pod znakiem Koziorożca jako narrator (niewymieniony w czołówce)
- 1950: Zmarły w chwili przybycia jako Frank Bigelow
- 1952: Największe widowisko świata jako naganiacz (niewymieniony w czołówce)
- 1953: Juliusz Cezar jako  Casca
- 1955: Bosonoga contessa jako Oscar Muldoon
- 1956: 1984 jako Winston Smith
- 1956: Blondynka i ja jako Marty "Fatso" Murdock
- 1962: Człowiek, który zabił Liberty Valance’a jako Dutton Peabody
- 1962: Ptasznik z Alcatraz jako Tom Gaddis
- 1962: Najdłuższy dzień jako Generał Raymond O. Barton, dowódca 4. Dywizji Piechoty
- 1964: Siedem dni w maju jako senator Raymond Clark
- 1964: Rio Conchos jako płk. Theron Pardee
- 1966: Fantastyczna podróż jako generał Carter
- 1968: Mission: Impossible  (serial) jako Raymond Halder (odc. The Counterfeiter)
- 1969: Dzika banda jako Freddie Sykes
- 1972: Ulice San Francisco  (serial) jako Gustav Charnovski (odc. The Thirty-Year Pin)

## Nagrody
- Nagroda Akademii Filmowej[1]
  - 1955: Bosonoga contessa (Oscar dla najlepszego aktora drugoplanowego)
  - 1965: Siedem dni w maju (nominacja na dla najlepszego aktora drugoplanowego)

- Złoty Glob[2]
  - 1955: Bosonoga contessa (Złoty Glob dla najlepszego aktora drugoplanowego)
  - 1965: Siedem dni w maju (Złoty Glob dla najlepszego aktora drugoplanowego)